# スペースオペラ

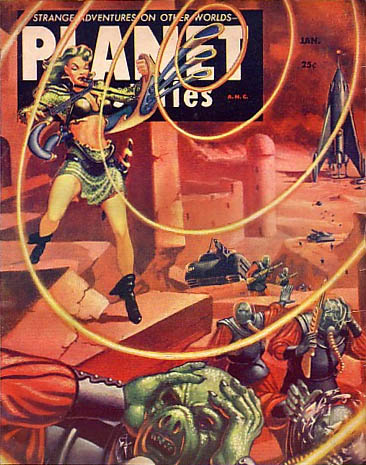
古いパルプ雑誌によく見られたスペースオペラ的な表紙。「プラネット・ストーリーズ」1954年1月号。ただしこの時代はすでにパルプ雑誌・スペースオペラの黄金時代ではないし、このイラストはスペースオペラとは無関係のブラッドベリ作「雷のような音」（映画化名『サウンド・オブ・サンダー』）のタイトルだけ借用したイメージ・イラストである

スペースオペラ（英: space opera）は、サイエンス・フィクション (SF) のサブジャンルの一つで、主に（あるいは全体が）宇宙空間で繰り広げられる騎士道物語的な宇宙活劇のことで、しばしばメロドラマ的要素が入っている。基本的な定型は、逞しいヒーローが超光速の宇宙船に乗り光線銃を撃ちまくってベム・異星人・マッドサイエンティストなどを退治し、囚われの美女を救出するというものである。スペオペと略されることもある。

## 変化する定義
デビッド・ゲデス・ハートウェルとキャスリン・クラマーは2006年のスペースオペラのアンソロジーで「（何がスペースオペラなのかという）一般的合意は存在せず、最善の例となる作家群も定まっておらず、どの作品がスペースオペラと呼ぶにふさわしいかも定まっていない」と記している。彼らはさらに、スペースオペラにはその歴史を通じていくつかの鍵となる異なった定義、文学界の駆け引きに大きく影響された定義がなされてきたことを指摘した。彼らは「かつてサイエンス・ファンタジーと呼ばれていたものが今はスペースオペラと呼ばれ、かつてのスペースオペラは忘れ去られている」と主張している。
「スペースオペラ」という用語自体は1941年、当時ファンライターだったウィルスン・タッカーが作ったもので、ファンジンの記事で蔑称として使ったのが最初である。当時、アメリカでは連続ラジオドラマが人気となっており、石鹸製造業者がスポンサーということが多かったことからソープオペラと呼ばれていた。タッカーはSF界におけるソープオペラとしてスペースオペラを定義した。すなわち「切り刻まれ、すりつぶされ、悪臭を放つ、時代遅れの宇宙船の作り話」（"hacky, grinding, stinking, outworn, spaceship yarn"）だとした。また、それ以前から西部劇を意味する用語としてホースオペラという言葉があるので、舞台を西部から宇宙空間や異星の惑星に移してガンマン・馬・拳銃・山賊などホースオペラの題材を、宇宙兵士・宇宙船・光線銃・宇宙海賊といったSF風のガジェットに置き換えたものだ、というような「スペースオペラ」という語の解釈もある。
1960年代からスペースオペラの新たな定義が生まれ、1970年代にはそれが広く定着した。それはブライアン・オールディスがアンソロジー『 Space Opera』 (1974) で定義したもので、（ハートウェルとクラマーの意訳によれば）「古き良き時代のSF」という定義である。この再定義にはすぐさま異論が出てきた。例えば、デル・レイ・ブックスを経営していた編集者のジュディ・リン・デル・レイが異論を唱え、夫で同僚のレスター・デル・レイもレビューなどで反論した。彼らの反論はスペースオペラは時代遅れではないということで、デル・レイ・ブックスはリイ・ブラケットの初期作品をスペースオペラと銘打って再版していた。
1980年代初めには、スペースオペラは「宇宙を舞台とした冒険活劇」と再定義され、『スター・ウォーズシリーズ』などの有名な大衆文化作品がスペースオペラと呼ばれるようになった。スペースオペラがSFのまともなジャンルとして認識されはじめたのは、1990年代初め以降のことである。ハートウェルとクラマーはスペースオペラを「カラフルで劇的で壮大なSF冒険活劇であり、適切で時に美しい文体であり、優しく勇ましい主人公とアクションが中心で、比較的遠い未来と宇宙や異世界を舞台とし、独特な楽観的トーンで描かれる。戦争、海賊行為、軍隊、極めて壮大なアクションなどを扱うことが多い。」と定義している。

## 歴史

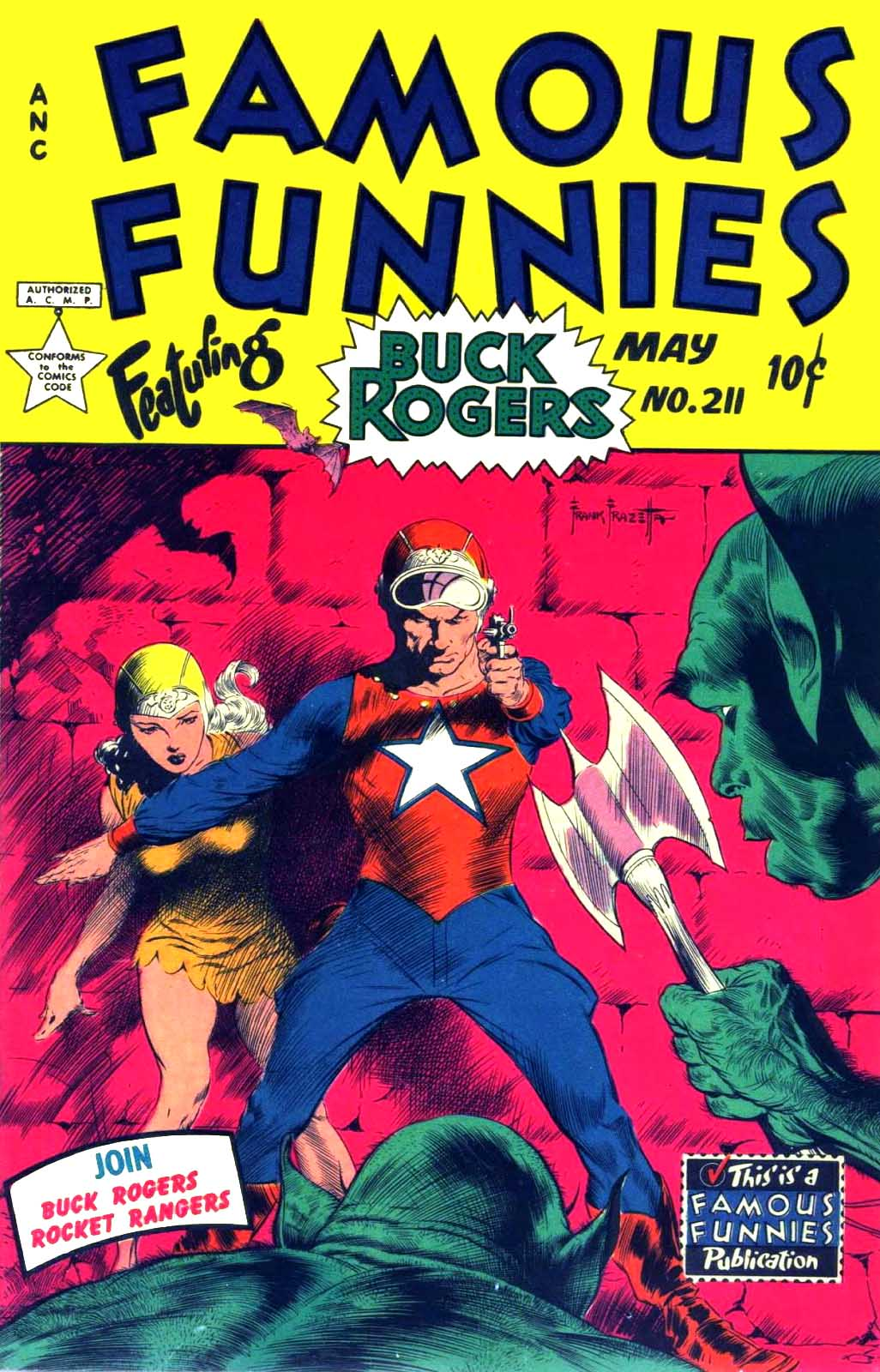

ジャンル名よりも先行して存在していた初期作品は、スペースオペラとされるにふさわしい多くの要素を含んでいた。それらを後にプロト・スペースオペラと称するようになった。あまり知られていないが、最初期のプロト・スペースオペラは19世紀中ごろの何人かのフランス人作家が書いている。例えば、C・I・ドフォントネー の『カシオペアのψ』(1854) やカミーユ・フラマリオンの Lumen (1872) がある。人気を呼んだとはいえないが、ヴィクトリア朝末からエドワード朝にかけてもプロト・スペースオペラが時折書かれている。例えばパーシー・グレッグ、ギャレット・P・サービス、ジョージ・グリフィス、ロバート・クロミーの作品がある。ある評論家はロバート・ウィリアム・コールの The Struggle for Empire: A Story of the Year 2236 (1900) を最初のスペースオペラだとしている。この小説は太陽系の地球人とシリウス星系を本星とする凶暴なヒューマノイド型異星人との戦いを描いている。ただし、この小説は1880年から1914年にかけて人気となった国粋主義的フィクションのジャンル（未来戦争フィクション）から生まれたもので、世界初のスペースオペラと呼ぶことについては異論を唱える者も多い。
このような初期の例はあるが、スペースオペラが『アメージング・ストーリーズ』誌などのパルプ・マガジンに定期的に掲載されるようになるのは1920年代末のことである。世界初のスペースオペラ映画は、デンマークの Himmelskibet (1918) である。初期の宇宙冒険活劇は異星人による地球侵略や天才発明家による宇宙船の発明といった話が多いが、純粋なスペースオペラでは宇宙旅行が当然なこととして描かれ（そのため、遠い未来の話という設定である）、準備などを省略し、まっすぐに宇宙空間に行って大暴れする。その種の初期の小説としては、J. Schlossel の Invaders from Outside（ウィアード・テイルズ1925年1月号）、レイ・カミングスの Tarrano the Conqueror (1925)、エドモンド・ハミルトンの Across Space (1926) と「衝突する太陽」（ウィアード・テイルズ1928年8/9月号）、J. Schlossel の The Second Swarm（アメージング・ストーリーズ1928年秋号）と The Star Stealers（ウィアード・テイルズ1929年2月号）などがある。他の作家が1929年から1930年にかけて類似の小説を書いている。
しばしば真の「スペースオペラの父」とされる作家はE・E・スミスである。処女作『宇宙のスカイラーク』（『アメージング・ストーリーズ』1928年8-10月号）は、最初の偉大なスペースオペラといわれることが多い。星間航法を発明した科学者の物語と、エドガー・ライス・バローズ風の惑星冒険ものあるいはサイエンス・ファンタジーとをまとめたような話である。スミスの後の『レンズマン』シリーズ、エドモンド・ハミルトンの『キャプテン・フューチャー』シリーズ、またジョン・W・キャンベルやジャック・ウィリアムスンらの1930年代から1940年代にかけての作品は人気を呼び、他の作家もそれらを模倣した。1940年代初めには似たような作品や無節操な作品が氾濫し、一部のファンが本来の軽蔑的な意味の「スペースオペラ」という呼称を生み出すことにつながった。
しかし、スペースオペラの中でも最良とされる例は高く評価されており、サブジャンルとしての再評価と復活につながっていく。ポール・アンダースンやゴードン・R・ディクスンといった作家は1950年代を通して壮大なスケールの宇宙冒険活劇を書き続け、1970年代にはM・ジョン・ハリスンやC・J・チェリイといった作家が続いた。そのころには「スペースオペラ」という言葉は多くの読者にとって蔑称ではなく、単にSF冒険物語の一種を指す用語となっていた。
また、スーパーヒーローによる冒険活劇主体のヒーローパルプやアメリカン・コミックス（いわゆるアメコミ）にも、『グリーンランタン』（1940年 -- ）を筆頭とするスペースオペラの影響を受けた宇宙や未来世界を舞台にした作品が登場するようになり、一部はハミルトンら本職のスペースオペラ作家がシナリオを執筆している（キャプテン・フューチャーはSFではなくヒーローパルプだと解釈されることもある）。スペースオペラ風のアメコミは他のアメコミ作品とクロスオーバーしながらストーリーを展開し続け、やがて本来のスペースオペラ以上の、そしてアメリカSF全般以上の人気を博するようになった。

### ニュー・スペースオペラ
1970年代に登場したアメリカの作家ラリー・ニーヴンの『ノウンスペース』シリーズは、質的な向上やハードSFとの融合を計り「ニュー・スペースオペラ」あるいは「モダン・スペースオペラ」と呼ばれた。作家ポール・J・マコーリイによれば、主にイギリスの一部の作家が1970年代にスペースオペラを再活性化させはじめたという。ただし、イギリス以外の評論家はニュー・スペースオペラをイギリスが主導したという主張には異論を唱える傾向がある。この流れでの大きな出来事としては、M・ジョン・ハリスンの The Centauri Device (1975) の出版、デイヴィッド・プリングルとコリン・グリーンランドが編集したインターゾーン誌1984年夏号、スペースオペラの伝統を受け継いでいるスター・ウォーズ・シリーズの成功などがある。この「ニュー・スペースオペラ」はサイバーパンクと同時期に発生し、その影響も受けているため、従来のスペースオペラよりも暗く、「人類の大勝利」という雛形にははまっていないし、新たな科学技術を取り入れ、従来のスペースオペラよりも人物造形に力を入れている。スペースオペラからスケールの大きさを受け継いでいるが、科学的にはより厳密である。
ニュー・スペースオペラは古いスペースオペラへの反発でもある。ニュー・スペースオペラを擁護する者は、人物造形、文学的水準の高さ、真実性、同時代の社会問題の倫理的探究などがテーマだと主張する。マコーリイと Levy は、イアン・バンクス、スティーヴン・バクスター、M・ジョン・ハリスン、アレステア・レナルズ、ポール・J・マコーリイ、ケン・マクラウド、ピーター・F・ハミルトン、ジャスティナ・ロブスンを主なニュー・スペースオペラ作家だとしている。

## 日本でのスペースオペラ
古くは海野十三、星新一などに宇宙戦争ものの試みが見られる。日本にスペースオペラを受容させる土壌を作り上げた最大の功労者は、戦後のSF開拓期からSF作家・翻訳家として活動し海外SFコレクターでもあった野田昌宏である。『SF英雄群像』などで紹介された海外スペースオペラ作品が、日本のSFファンの間で受け入れられる作品と重なるほどの影響力を持った。野田が直接スペースオペラを語った本として『愛しのワンダーランド スペース・オペラの読み方』『スペース・オペラの書き方 宇宙SF冒険大活劇への試み』がある。
一方で、『銀河乞食軍団』に代表される、「野田節」とも言われる野田自身の作品の独特の世界は、後の多様化の第一歩だったとも言える。
日本では、スペースオペラはすぐに多様化した（日本ではアメリカとは異なり、本格SFとスペースオペラが、そしてSF全般と漫画や特撮番組が峻別されたり定義争いが生じることはほとんどなかった）。まず、ビジュアル作品による人気の主導があげられる。順番に挙げると（これ以前の特撮作品にも宇宙は出てくるが）『スタートレック』の第1作が『宇宙大作戦』として日本でも放映され（1970年前後）、アニメ『宇宙戦艦ヤマト』（1974年）はブームとなった。続いて1977年に『スター・ウォーズ』、1979年の『機動戦士ガンダム』と続く。漫画では『宇宙海賊キャプテンハーロック』『銀河鉄道999』『クイーン・エメラルダス』といった松本零士の諸作品がある。
小説に話を戻すと、その第1作は『スター・ウォーズ』に発奮し一気に書き上げられた、という高千穂遙の『クラッシャージョウ』が1977年、ソノラマ文庫に登場した。イラストが（『ガンダム』にも関与した）安彦良和ということで話題になるなど、レーベルのその後と共に後のライトノベルに至る過程の通過点となった。同じ作者で1979年に始まる『ダーティペア』はアニメ作品が世界的に人気となり、アメコミ版まで存在する。高千穂のこれらのシリーズは、後のライトノベルで多用される完全一人称視点など、新しい試みもあったが、スペースオペラとしては後の多くの作品が「拡散」していったのに対し、ある意味ストレートな作品である。
1980年代に入って、田中芳樹は『銀河英雄伝説』（1982年 - ）を、スペースオペラ的な艦隊戦も交えながらも、宇宙や銀河系・架空の星系という舞台設定を背景とした政治・戦略・権謀術数や人間関係・権力の変遷などに重きを置いた重厚なSF史劇として書き上げた。これもアニメ化が「銀河声優伝説」という語を残すなど映像と縁が深い。1980年代の漫画作品には『マップス』（本編完結は1994年）などがある。また1990年代の作品であるが例えば野尻抱介の『クレギオン』シリーズは、作者がこの作品をスペースオペラと捉えているとしているが、他作品同様の科学的考証もしっかりと入っており、ハードSF作品にもなっている。といったように、本格（ないし変格?）SFとして通用するスペースオペラが誕生していった。TRPGの『トラベラー』が日本に紹介されたのも1980年代である。
また、コンピュータゲームでも、アドベンチャーゲームやロールプレイングゲームといった物語性のあるゲームの他、シューティングゲームでしばしば見られる「驚異的な機動力と火力を誇る小型戦闘機が、敵の大部隊や巨大要塞を薙ぎ倒してゆく」というモチーフはスペースオペラ的であり、作品内の世界の言語など多数の設定を付け、後に小説まで出版されている『ゼビウス』以降、「銀河暦1万??年、帝国の圧政は……」といったストーリー付けはよく見られるものとなった。また、『ゼビウス』に出てくる「シオナイト」や『ボスコニアン』といった名前に見られる『レンズマン』からの影響や『スターフォックスシリーズ』など、海外スペースオペラからの影響も見られる。
1990年代のビジュアル作品では『機動戦艦ナデシコ』が、メディアミックス作品に『サイバーナイト』がある。またこの前後で挙げた小説を原作として作られたアニメ作品も多い。
一方で、ライトノベルでもSFが書かれるようになったが、ブーム的なものに左右されやすい中でスペースオペラも書かれており、20世紀の作品には（「シリーズ」と特に付けているのは、タイトルとシリーズ名に全く一致のない作品）『無責任艦長タイラー』（1989年 - ）、『ロスト・ユニバース』（1992年 - ）、『それゆけ!宇宙戦艦ヤマモト・ヨーコ』（1993年 - ）、『星くず英雄伝』（1996年 - ）、『バウンティハンター・ローズ』シリーズ（1996年 - ）、『ミリー・ザ・ボンバー』シリーズ（1996年
-  ）、『星方遊撃隊エンジェルリンクス』（1998年
-  ）、『カウボーイビバップ』（1998年 - ）、『スカーレット・ウィザード』（1999年 - ）、などがある。1990年代には『スペオペヒーローズ』というスペースオペラの世界を遊ぶためのTRPGルールセットも生まれた。
21世紀の作品では、『トラブルシューター シェリフスターズ』（2000年 - ）、『でたまか』（2001年 - ）、『スターシップ・オペレーターズ』（2001年 - ）、『宇宙捜査艦《ギガンテス》』（2002年）、『ウェスタディアの双星』（2008年 - ）、『ミニスカ宇宙海賊』（2008年 - ）、『無限航路』（2009年 - ）、『覇道鋼鉄テッカイオー』（2011年 - ）、などがある。

## 他のサブジャンルとの関係
評論家によっては、スペースオペラと惑星冒険ものを区別している。スペースオペラには宇宙海賊がしばしば登場することから『海洋冒険小説』を宇宙に移したものであるという見方もある。どちらもエキゾチックな設定で冒険活劇が繰り広げられるが、スペースオペラは宇宙旅行が中心であり、惑星冒険ものは地球以外の惑星が舞台である。その意味ではエドガー・ライス・バローズの『火星シリーズ』や『金星シリーズ』などは惑星冒険ものの初期の例とされる。火星を舞台にしたSF冒険小説『火星シリーズ』は、後のヒロイック・ファンタジーにも大きな影響を与えた。「海洋冒険小説」の影響が強い作品としては、A・バートラム・チャンドラーの銀河辺境シリーズがある。
科学に対する態度はハードSFとは対極的である。例えばなんらかの疑似科学的な説明で、あるいはそれさえなしで相対性理論を無視して光速の壁を破るのはほぼ基本であった。
それ以外の物理法則や科学常識も、ストーリーの都合に合わせて何らかのもっともらしい疑似科学的な説明を入れて無視する、時にはそれすらなしで無視するなど荒い内容が見受けられた。
スペースオペラの一部はミリタリーSFともオーバーラップしており、未来の兵器を使った宇宙戦争を大々的に描くこともある。軍隊や兵器技術をまじめに描く場合もあり、中にはそのような戦争が人類に与える影響を考察する作品もあるが、多くの場合は軍事フィクションに単にSF的装飾を施したものと言える。このような作品を「ミリタリー・スペースオペラ」と呼ぶこともあり、例えば評論家 Sylvia Kelso はL・M・ビジョルドの『ヴォルコシガン・サガ』をそのように評した。

## 評価
ヒューゴー賞の長編小説部門では、候補作にスペースオペラ（あるいはそれに近い作品）があるとそれが受賞することが多く、特に1982年から2002年まではその傾向が強かったといわれている。

## パロディ
フレドリック・ブラウンの『発狂した宇宙』の主人公は頭脳明晰なSF雑誌編集者で、ある日突然別の時間線に転送される。そこは、スペースオペラに描かれるような世界だった。
ハリイ・ハリスンの『宇宙兵ブルース』は古典的スペースオペラのパロディである。
メル・ブルックスの1987年の映画『スペースボール』は『スター・ウォーズシリーズ』のパロディであり、様々なスペースオペラのキャラクターも登場している。